# Лава (Рамаяна)
Лава (санскр. लव) и его брат-близнец Куша были детьми Рамы и Ситы. Их история изложена в индуистском эпосе Рамаяна. Говорят, что у Лавы была беловато-золотистая кожа, как у их матери, в то время как у Куши была черноватая кожа, как у отца.
Предполагается, что Лава основал Лавапури (современный Лахор), который назван в его честь.

## Рождение и детство

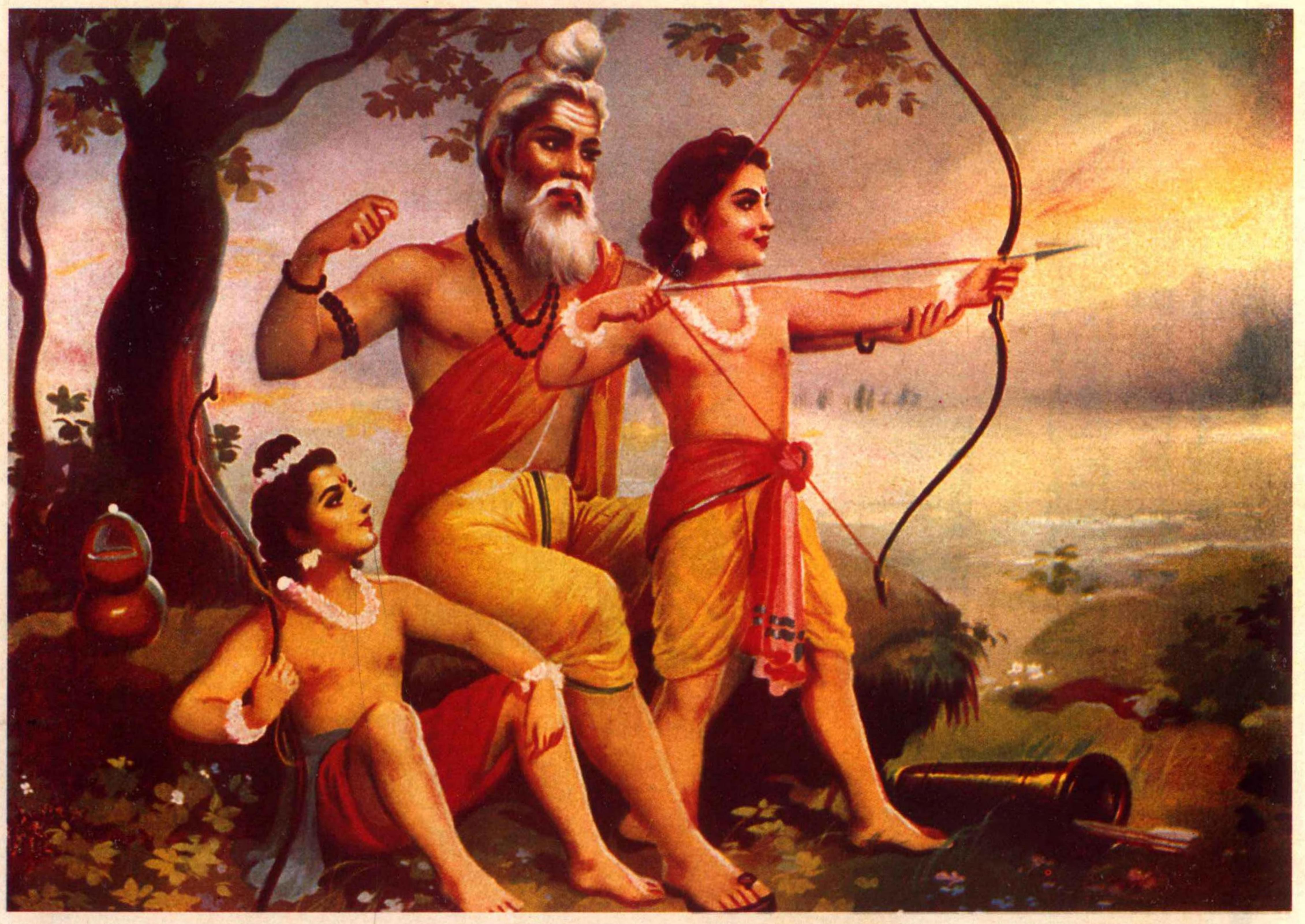
Вальмики обучает Лаву и Кушу искусству стрельбы из лука

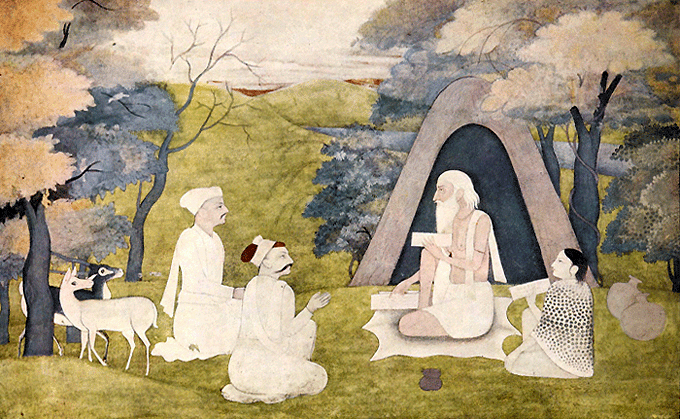
Мудрец Вальмики учит Лаву и Кушу Рамаяне

В первой главе Рамаяны Балаканда упомянул Вальмики, рассказывающий Рамаяну своим ученикам, Лаве и Куше. Но их рождение и детство упоминаются в последней главе Уттара Канды, которая не считается оригинальной работой Вальмики. Согласно легенде, беременная царица Сита покидает королевство Айодхья, когда узнает, что Рама стал подозрительным, после того как услышал, что мойщик одежды из Айодхьи сомневается в верности Ситы. Затем она нашла убежище в ашраме мудреца Вальмики, расположенном на берегу реки Тамса. Сита родила в ашраме сыновей-близнецов, Лаву и Кушу. Их учили военным навыкам под руководством мудреца Вальмики, а также они узнали историю царя Рамы.

## Ашвамедха Яджна

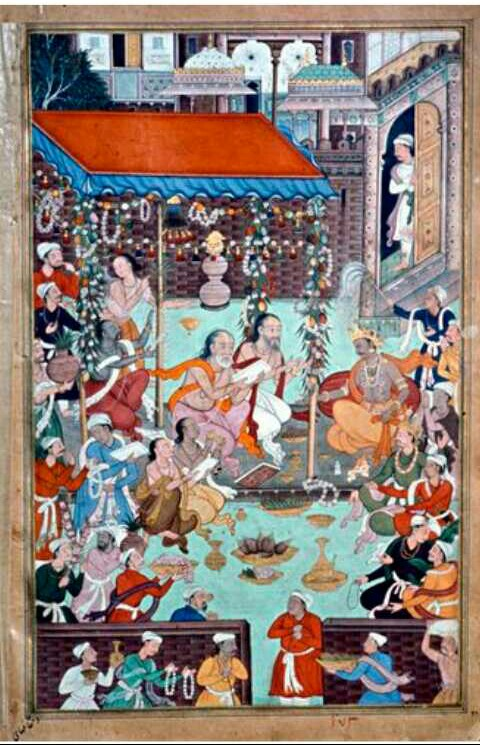
Куша и Лава поют Рамаяну в Айодхье

Во время Ашвамедха Яджны, проводимой Рамой, мудрец Вальмики вместе с Лавой и Кушей присутствовал с переодетой Ситой на церемонии.
Лава и Куша пели Рамаяну в присутствии Рамы при огромной аудитории. Когда Лава и Куша рассказали об изгнании Ситы, Рама был убит горем, и тогда Вальмики показал всем Ситу. Сита, охваченная смущением и горем, призвала землю, свою мать (Бхуми), и попросила забрать её, и когда земля разверзлась, она исчезла в ней. Затем Рама узнал, что Лава и Куша являются его детьми.
По другой версии Лава и Куша захватывают жертвенного коня и побеждают братьев Рамы и их армию, и когда Рама пришёл сражаться с ними, вмешался махариши Вальмики, а затем Сита раскрывает сыновьям, что их отец - и есть Рама, и Вальмики сказал детям чтобы они спели его Рамаяну жителям Айодхьи о том, как Сита жертвует даже богатой Ланкой (островом Раваны), чтобы смыть испорченный образ Ситы с людей Айодхьи.

## Дальнейшая история
Лава и Куша стали правителями после своего отца Рамы. Они основали города Лавапури и Кусастхали (современный Титлагарх), соответственно.
Кушавати стал городом в царстве Кошала, о чём говорится в эпосе Рамаяна. Царь Кошалы, Рама, установил своего сына Лаву в Шравасти и Кушу в Кушавати.